# كارينانو
كارينانو Carignano (Italian: ‎[kariɲˈɲaːno]‏؛ Piedmontese [kariˈɲɑŋ]) هي بلدية في مدينة تورينو الحضرية في إقليم بيدمونت الإيطالي، وتقع على بعد حوالي 20 كيلومتر (12 ميل) جنوب تورينو.
تقع كارينانو على حدود البلديات التالية: مونكالييري وفينوفو وLa Loggia وPiobesi Torinese وVillastellone وCastagnole Piemonte وOsasio وLombriasco وكارماجنولا.
يقع Sanctuary of Valinotto، وهو تحفة فنية للمهندس المعماري Bernardo Vittone، داخل أراضي المدينة.

## روابط خارجية
- الموقع الرسمي باللغة الإيطالية